# Joppidium fuscipenne
Joppidium fuscipenne là một loài tò vò trong họ Ichneumonidae.